# Ржевнице
Ржевнице (чеш. Řevnice, [ˈr̝ɛvɲɪtsɛ]) — небольшой город к юго-западу от Праги в Чешской Республике, в Среднечешском крае. Население около 3500 человек.

## История
Первое письменное упоминание о поселении датируется 1253 годом, когда король Вацлав I уступил церковь в Ржевнице Ордену рыцарей креста с красной звездой. В 1292 году Ржевнице впервые назвали городком.

### Территориальные включения
История территориальной интеграции включает период с 1850 по настоящее время. В хронологическом обзоре указана территориальная административная принадлежность муниципалитета в том году, когда произошли изменения:
- 1850, Чехия, Прага, политический район Смихов, судебный район Збраслав[8];
- 1855, Чехия, Прага, судебный район Збраслав;
- 1868, Чехия, политический район Смихов, судебный район Збраслав;
- 1927, Чехия, политический район Прага-сельская местность, судебный район Збраслав[9]
- 1939, Чехия, Оберландрат Прага, политический район Прага-сельская местность, судебный район Збраслав[10];
- 1942, Чехия, Оберландрат Прага, политический район Прага-сельская местность-юг, судебный район Збраслав[11];
- 1945, Чехия, административный район Прага-сельская местность-юг, судебный район Збраслав[12]
- 1949, Прага, район Прага-Юг[13];
- 1960 Среднечешский край, район Прага-Запад;
- 2003 Среднечешский край, муниципалитет с расширенным охватом Черношице.

### 1932 год
В 1932 году в городе Ржевнице (2957 жителей) были зарегистрированы следующие предприятия и магазины:
- Учреждения и промышленность: почтовое отделение, телеграфное бюро, телефонное бюро, железнодорожная станция, католическая церковь, производство цементных изделий, два кирпичных цеха, электростанция, библиотека, металлургический завод, карьер, мельница[14];

## Достопримечательности
- Церковь Святого Морица, построенная в 1749—1752 годах;
- Крестьянская усадьба («У Вальшубов») с украшенным щитом;
- Фонтан и памятник павшим в мировых войнах, центральная площадь;
- Гробница скульптора — поздняя гробница в стиле ар-нуво семьи скульптора на Новом кладбище;
- Молитвенная церковь Чехословацкой гуситской в стиле арт-деко;
- Лесной театр.

## Культура
В Ржевнице работает Городской культурный центр и городская библиотека Игната Германна. Существует начальная школа искусств и два детских фольклорных ансамбля, музыкальный ансамбль нотной музыки.

## Галерея

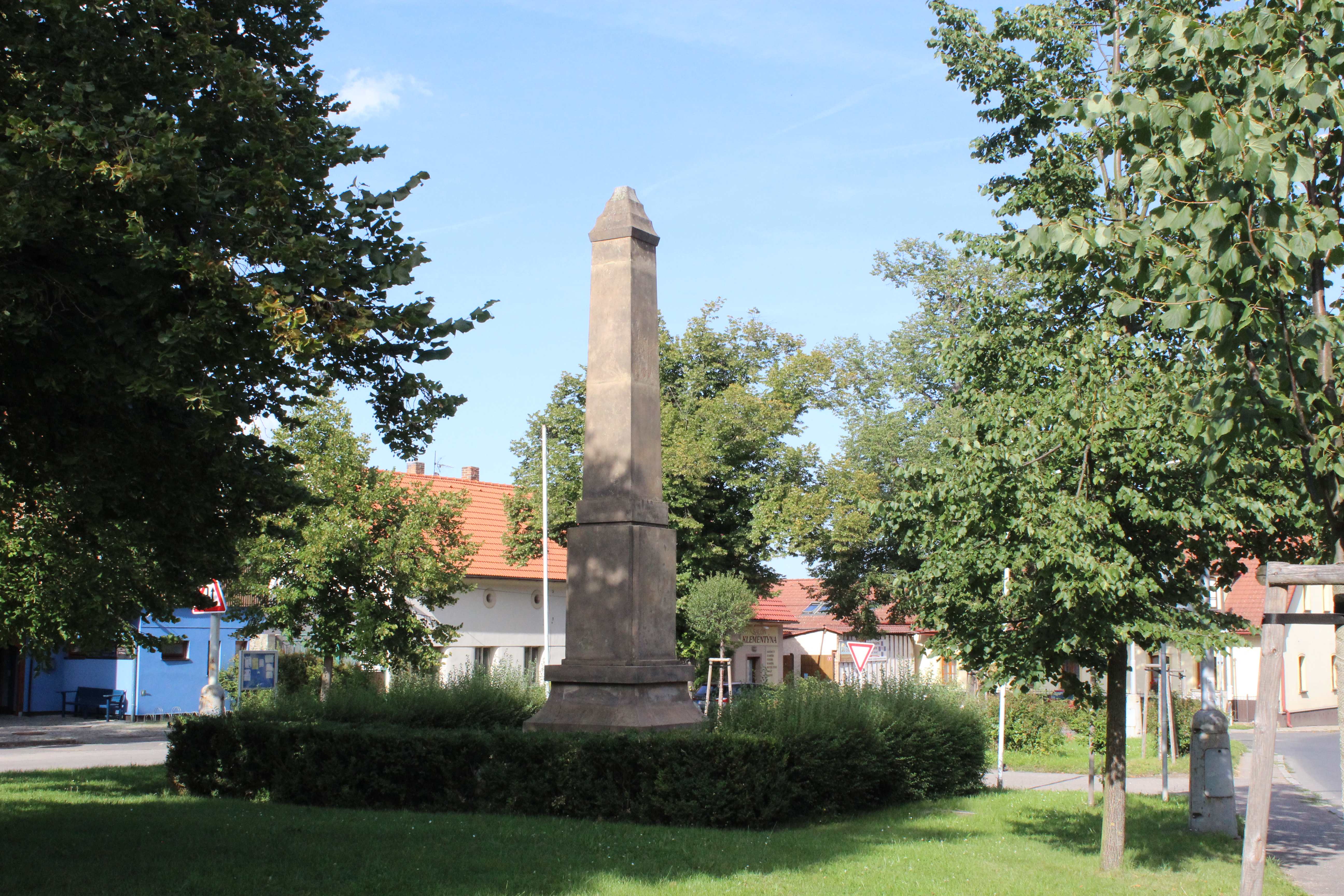
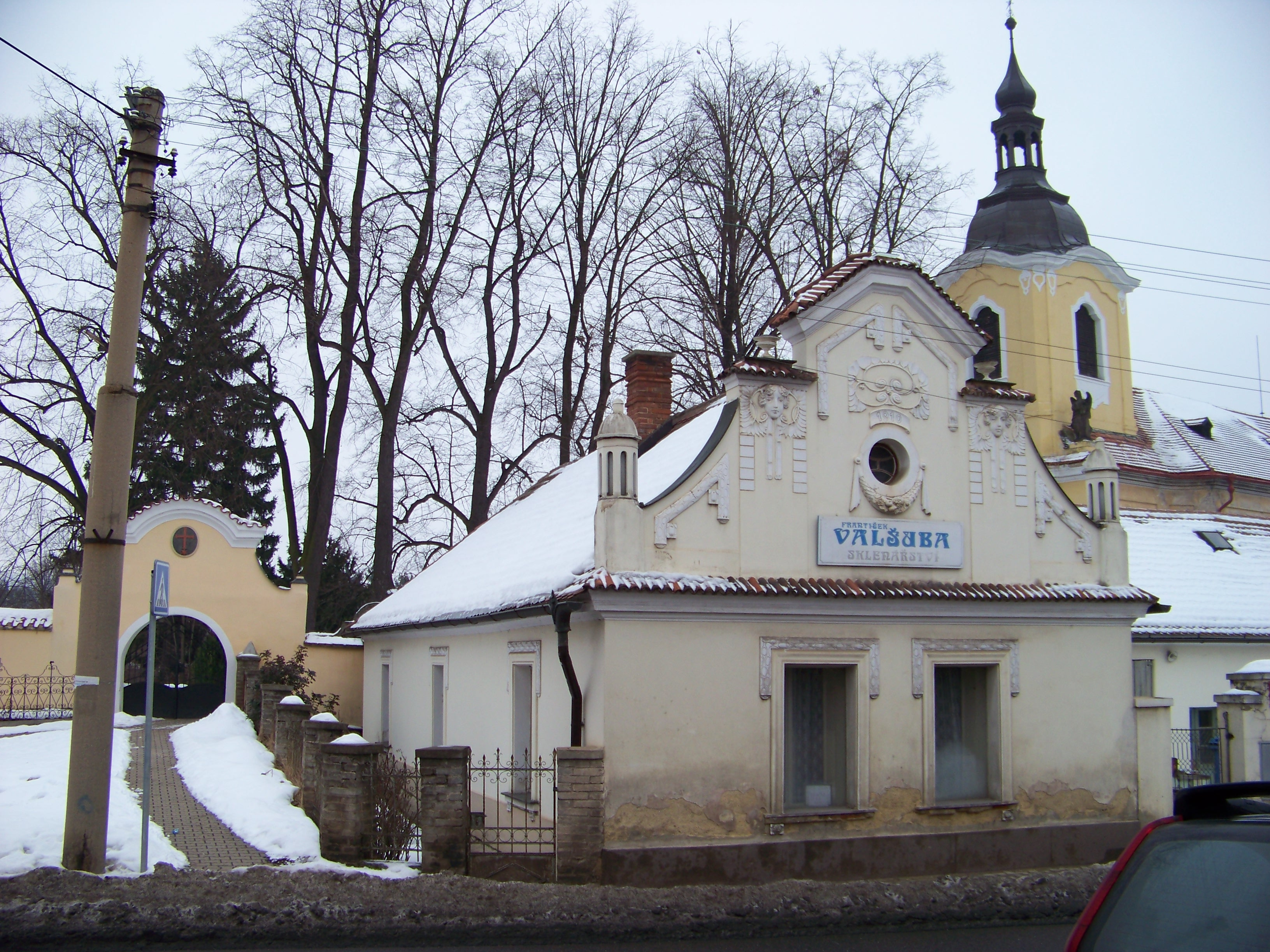
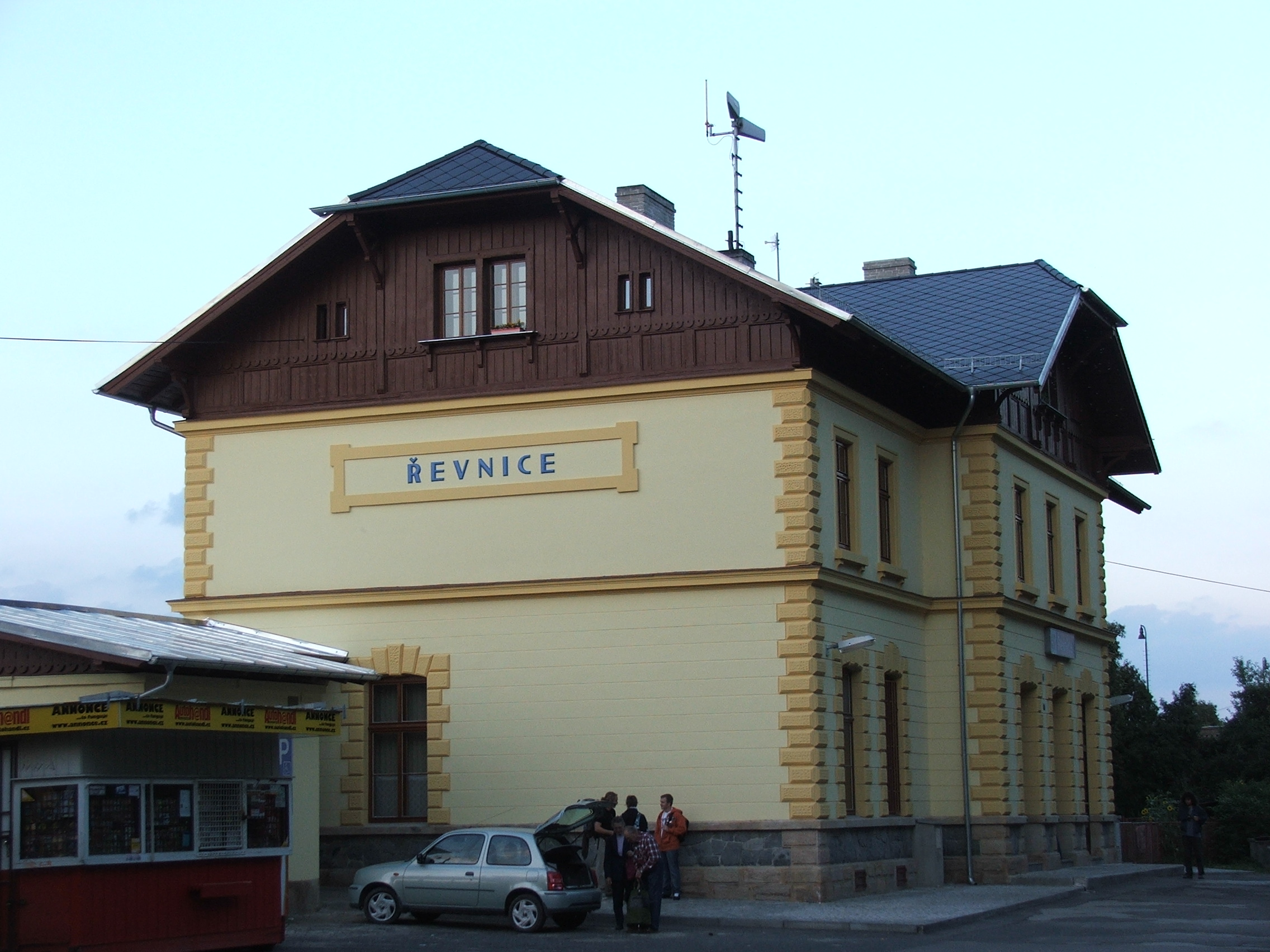
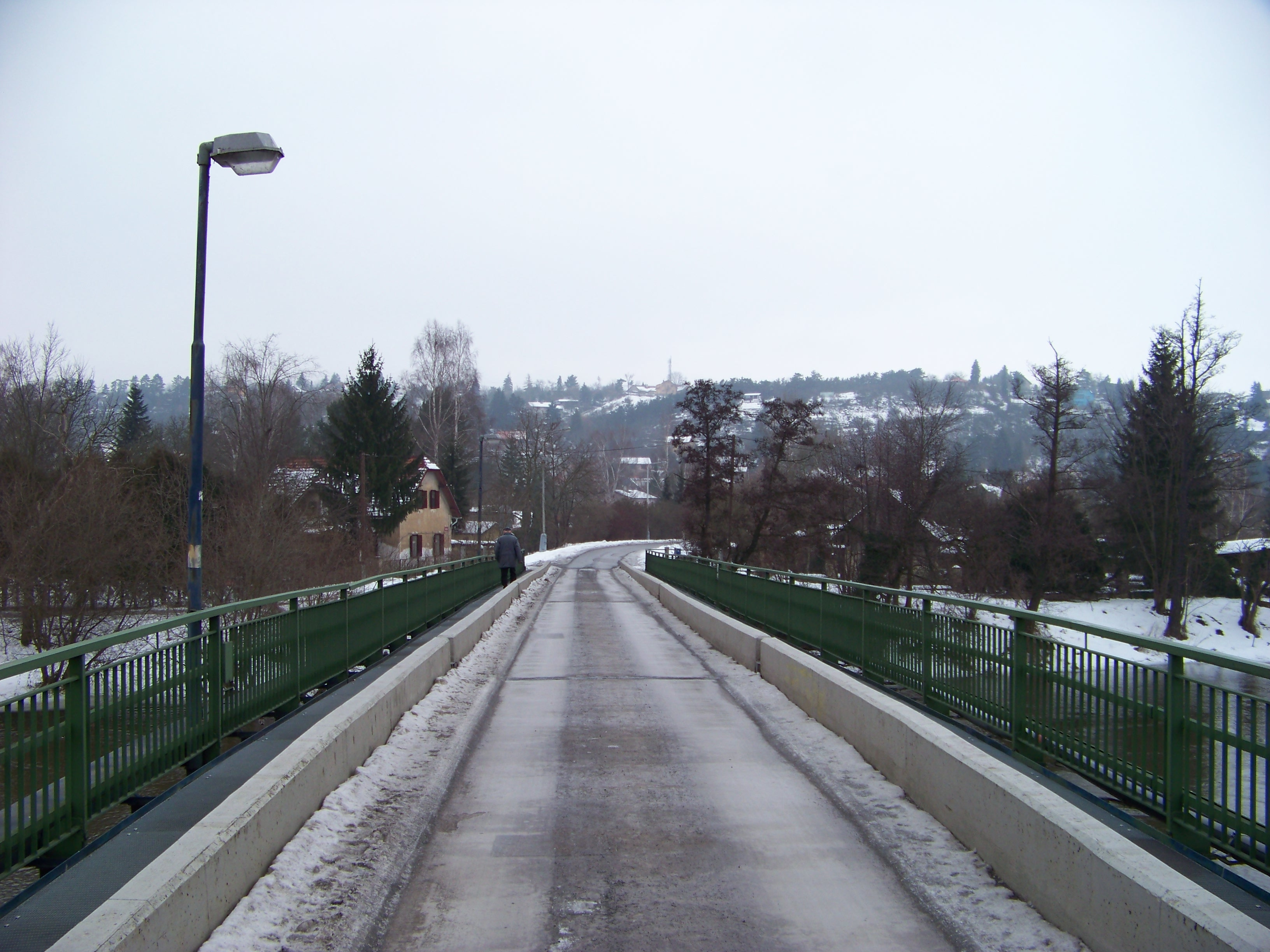
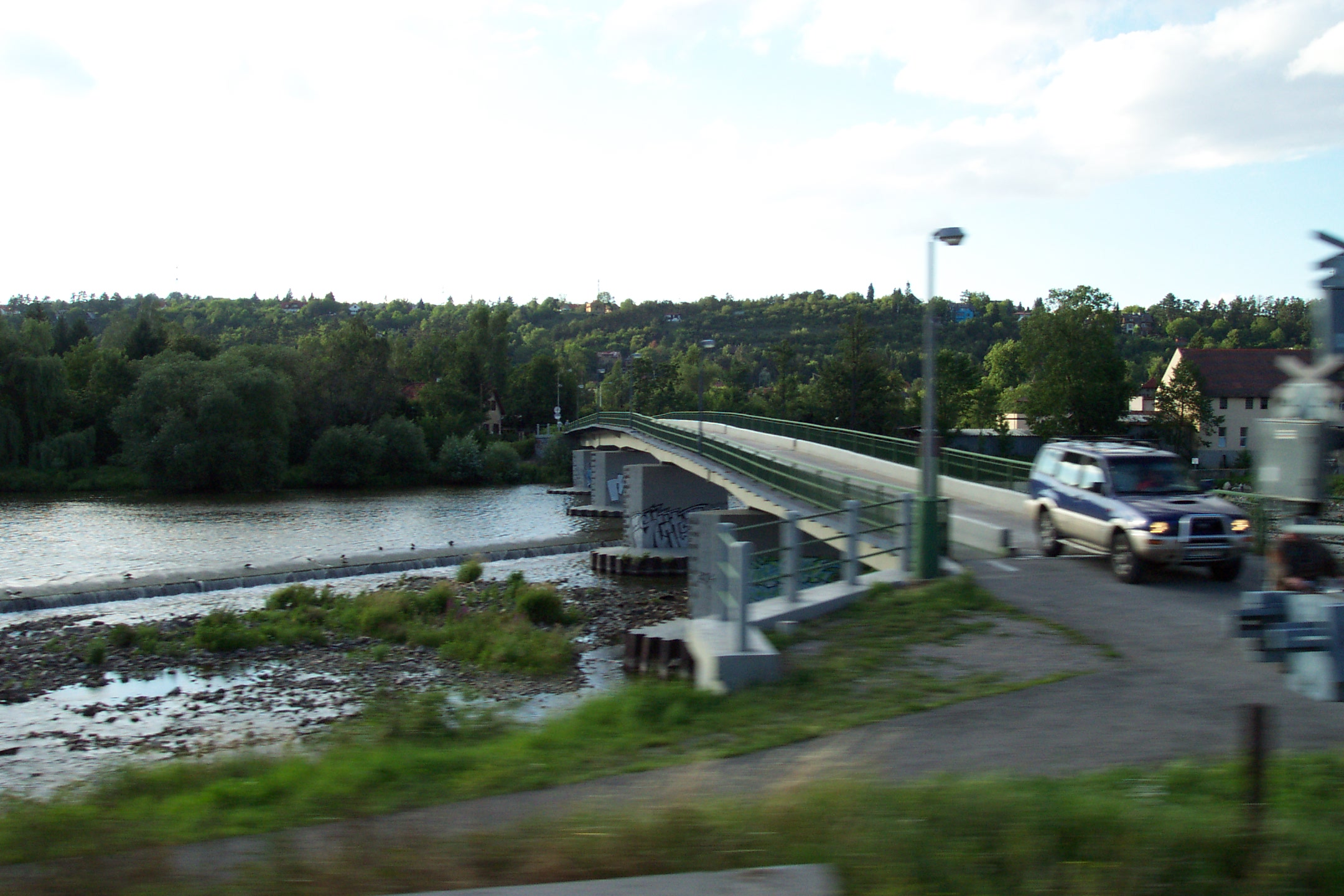
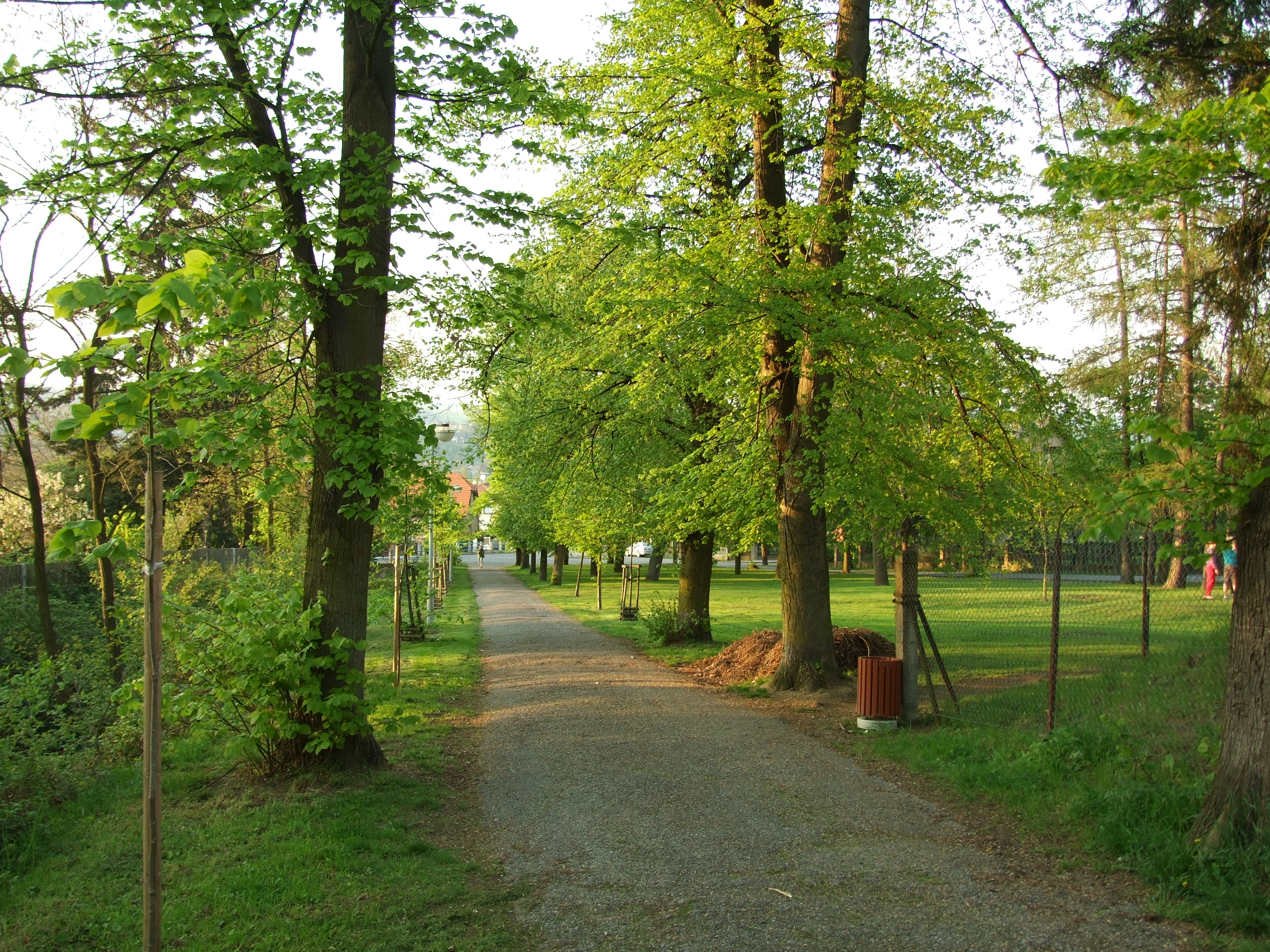
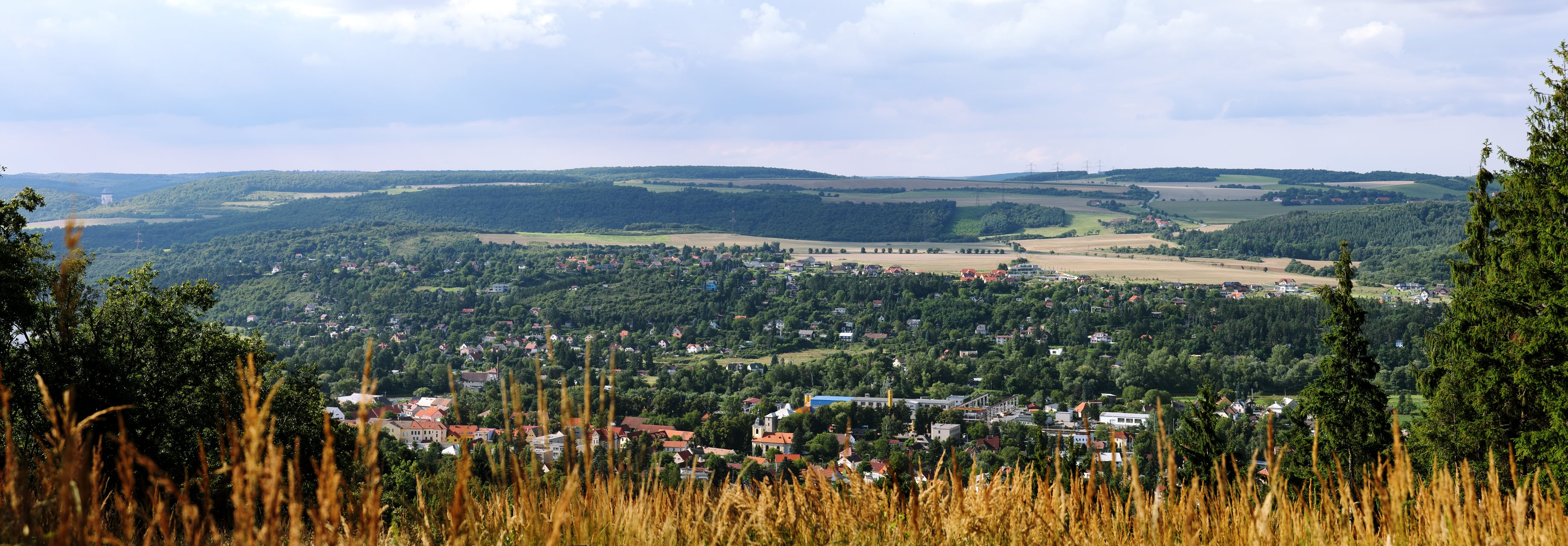

## Население
| Год  | Численность | Численность |
| ---- | ----------- | ----------- |
| 1869 | 675         | [ 17 ]      |
| 1880 | 741         | [ 17 ]      |
| 1890 | 861         | [ 17 ]      |
| 1900 | 1085        | [ 17 ]      |
| 1910 | 1235        | [ 17 ]      |
| 1921 | 1641        | [ 17 ]      |
| 1930 | 2939        | [ 17 ]      |
| 1950 | 3111        | [ 17 ]      |
| 1961 | 3687        | [ 17 ]      |
| 1970 | 3428        | [ 17 ]      |
| 1980 | 3306        | [ 17 ]      |
| 1991 | 2966        | [ 17 ]      |
| 2001 | 2956        | [ 17 ]      |
| 2014 | 3306        | [ 18 ]      |
| 2016 | 3366        | [ 19 ]      |
| 2017 | 3432        | [ 20 ]      |
| 2018 | 3506        | [ 21 ]      |
| 2019 | 3498        | [ 22 ]      |
| 2020 | 3570        | [ 23 ]      |
| 2021 | 3616        | [ 24 ]      |
| 2022 | 3584        | [ 25 ]      |
| 2023 | 3749        | [ 26 ]      |
| 2024 | 3769        | [ 27 ]      |
| 2025 | 3777        | [ 4 ]       |